# 千葉県道146号木更津根形線
千葉県道146号木更津根形線（ちばけんどう146ごう きさらづねがたせん）は、千葉県木更津市と袖ケ浦市を結ぶ一般県道。

## 路線データ

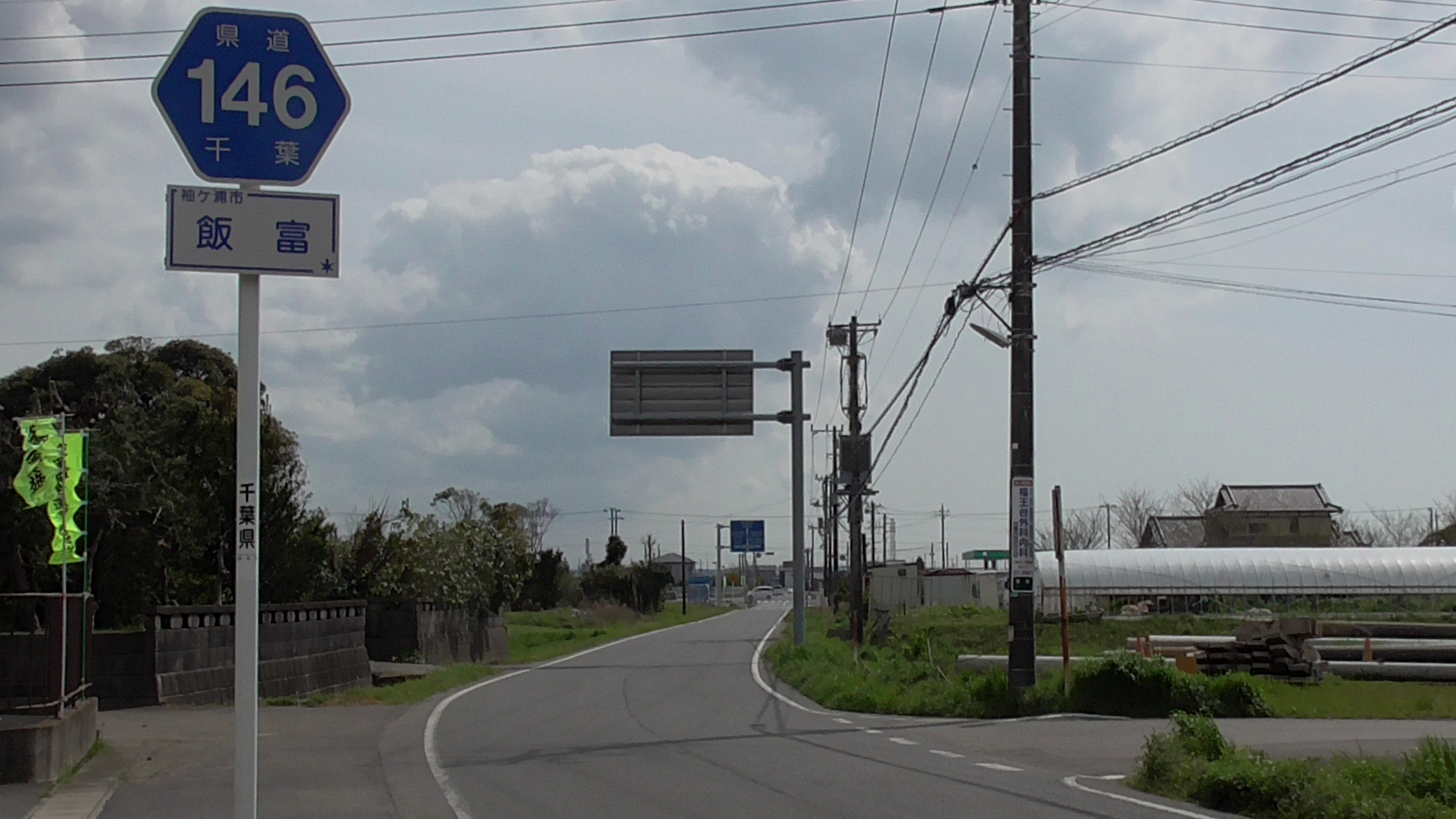
終点付近の県道146号。奥方が起点方面。(2016年4月)

- 起点：木更津市菅生 清川交差点（国道410号接続）
- 終点：袖ケ浦市飯富 信号無交差点（千葉県道143号南総昭和線接続）
- 総延長：3.773 km（君津土木事務所管内：3.773 km[1]）
- 重用延長：0.328（君津土木事務所管内：0.328 km）
- 実延長：3.445 km（君津土木事務所管内：3.445 km[1]）
- 認定年月日：1955年（昭和30年）3月4日

## 地理

### 通過する自治体
- 木更津市
- 袖ケ浦市

### 交差する道路
- 国道410号（起点）
- 国道409号（木更津市十日市場）
- 千葉県道143号南総昭和線（終点）

### 沿線
- 上総清川駅
- 小櫃川
- 中郷公民館
- 木更津市立中郷小学校